# إيفا برونر
إيفا برونر Eva Brunner (ولدت في لوتسرن في سويسرا في 26 نوفمبر 1952) كاتبة مسرحية ومؤلفة إذاعية ومترجمة ومصورة فوتوغرافية.

## حياتها
درست إيفا فنون السينما والتصوير الفوتوغرافي, بجانب دراستها الترجمة من الإنجليزية والإيطالية إلى الألمانية والعكس. انضمت في عام 1985 إلى مجموعة كتاب مسرح لوتسرن المحلي. وهي عضو في الـ آ.دي.إس AdS (اتحاد كتاب وكاتبات سويسرا). وقد أولت إيفا اهتماما مركزا منذ عام 2004 على التصوير الفوتوغرافي.
وقد أقامت العديد من معارض التصوير الفوتوغرافي في بلاد عدة منها سويسرا وإسبانيا.

## من أعمالها

### مسرحيات
- بارد 1984
- دموع التماسيح 1992
- كل شيء سيتحسن 1994

### تمثيليات إذاعية
- في فردوس المثرثرين 1997
- البحيرة الزرقاء 2007